# Sentimental Dance
Sentimental Dance è una compilation italiana di genere Disco-dance pubblicata nel 1993 dalla Discomagic Records. Contiene numerosi successi mondiali riproposti in versione eurodance realizzati da cantanti italiani (e non solo) famosi nel mondo della musica eurodance dei primi anni novanta.
Il CD fu prodotto da Cristiano Malgioglio presente nella compilation anche come cantante, con ben quattro cover (tre delle quali interpretati insieme a Virna Mansfield con lo pseudonimo MC & Co): Je t'aime... moi non plus (di Serge Gainsbourg), What Is Love (di Haddaway), The days of Pearly Spencer (di David Samuel McWilliams) e In Private (dei Pet Shop Boys).
Da segnalare che What is Love e Je t'aime... moi non plus, interpretati da MC & Co (Cristiano Malgioglio e Virna Mansfield), uscirono anche in formato singolo (12'') sempre distribuiti dalla Discomagic Records (numero catalogo MIX 909).

## Tracce
1. Indiana – Mac Arthur Park
2. Nicodemo – The devil is loose
3. MC & Co – Je t'aime... moi non plus
4. Stephanie Cross – Love is in the air
5. Indiana – Amame en la boca
6. Enrique Del Pozo – Comme un menteur
7. Indiana – Walking on the chinese wall
8. MC & Co – What is Love
9. Cryspy – Don't let me down
10. Stephanie Cross – Need Your Love
11. MC & Co – The days of Pearly Spencer
12. Gea – I'm not scared
13. Cristiano Malgioglio – En privado
14. Rajan – Careless whispers